# Антипкин, Сергей Владимирович
Сергей Владимирович Антипкин (род. 28 марта 1986, Москва) — российский волейболист, связующий, мастер спорта международного класса.

## Спортивная карьера
Сергей Антипкин начинал заниматься волейболом в московском Центре образования «Олимп» у тренера Михаила Михайловича Константиновского. На старте карьеры выступал за столичные команды «Динамо-МГФСО-Олимп» и «Спартак» в высшей лиге «Б» и первой лиге чемпионата России. Окончил Московский институт мировой экономики и международных отношений.
В 2008 году был приглашён в новоуренгойский «Факел» и 16 ноября дебютировал в Суперлиге. По итогам чемпионата России-2008/09 Антипкин завоевал бронзу, но, будучи самым молодым игроком «Факела», получал немного игровой практики и принял предложение перейти в «Грозный».
Вместе с «Грозным» Сергей Антипкин за три года прошёл путь от высшей лиги «Б» до Суперлиги. В сезоне-2012/13, когда команда Арсена Кириленко дебютировала в сильнейшем дивизионе, Антипкин являлся её капитаном. В апреле 2013 года получил вызов в сборную России. Комментируя свой выбор, главный тренер сборной Андрей Воронков отметил умение Антипкина вести быструю игру, а кроме того, в сезоне-2012/13 Сергей был лучшим подающим «Грозного» и шестым по количеству эйсов среди всех игроков Суперлиги.
Первые матчи за сборную России Сергей Антипкин провёл 7 и 8 июня 2013 года в рамках Мировой лиги в Калининграде против иранцев, после чего был направлен в студенческую сборную, возглавляемую Сергеем Шляпниковым. В июле в её составе стал чемпионом Универсиады в Казани.
В том же 2013 году Сергей Антипкин перешёл в «Газпром-Югру» и в течение двух сезонов был основным связующим сургутской команды, которая в сезоне-2014/15 добилась высшего достижения, став четвёртой в чемпионате России. В июне — июле 2015 года Сергей провёл восемь матчей за национальную сборную в Мировой лиге.
В сезоне-2015/16 выступал за «Белогорье», с которым выиграл бронзу чемпионата России, а затем перешёл в московское «Динамо» и с новой командой завоевал серебро российского первенства. В июне 2017 вновь выступал за национальную сборную в матчах Мировой лиги.
В июле 2018 года подписал контракт с петербургским «Зенитом». В 2019 году перешёл в новоуренгойский «Факел», где отыграл два сезона. После годичного перерыва, вызванного травмой колена, в октябре 2022 года возобновил карьеру в кипрской «Омонии» из Никосии.

## Достижения
- Чемпион Универсиады (2013).
- Серебряный (2016/17) и бронзовый (2008/09, 2015/16, 2017/18) призёр чемпионата России.
- Финалист Кубка России (2015, 2018).
- Чемпион Кипра (2022/23, 2023/24).
- Обладатель Кубка Кипра (2023, 2024).
- Обладатель Суперкубка Кипра (2023).

## Награды
- Почётная грамота Президента Российской Федерации (19 июля 2013 года) — за высокие спортивные достижения на XXVII Всемирной летней универсиаде 2013 года в городе Казани[9].